# Santino Ferrucci
Santino Michael Ferrucci (Woodbury, 31 maggio 1998) è un pilota automobilistico statunitense.

## Carriera

### Kart
Nato a Woodbury, nello stato del Connecticut, Ferrucci inizia la sua carriera sui kart nel 2005. Nel 2009 ottiene il primo posto nella Florida Winter Tour - Comer Cadet e nel 2010 vince il Rotax Max Challenge Northeast Regional Series, categoria Mini Max.

### Formula 3
Ferrucci debutta nelle monoposto nel 2012-13, gareggiando nel campionato SB Formula 2000 Winter series e nella Formula 2000, terminando al quinto posto in classifica generale.
Nella stagione 2014 fa il suo debutto nella F3 europea con il team EuroInternational, piazzandosi al diciannovesimo posto in campionato. Partecipa anche alla F3 tedesca e alla F3 britannica, ottenendo due vittorie nella serie inglese.
Nella successiva stagione 2015 prosegue nella categoria, passando al team Mücke Motorsport. Ottiene un podio nella gara 2 di Spa e conclude il campionato in undicesima posizione.

### Formula Toyota
Nella stessa stagione compete anche nella Formula Toyota, conquistando una vittoria e ottenendo il terzo posto in campionato.

### GP3 Series
Nel 2016 Ferrucci partecipa all'intera stagione di GP3 Series con il team DAMS. Nella sua prima stagione nella categoria ottiene un podio nella gara sprint di Spa e si classifica al dodicesimo posto in classifica generale.
Nella stagione successiva prosegue nella categoria, rinnovando il contratto con la DAMS. Partecipa ai primi 3 round ottenendo 3 punti. A partire dalla gara dell'Hungaroring sale di categoria approdando in Formula 2.

### Formula 2

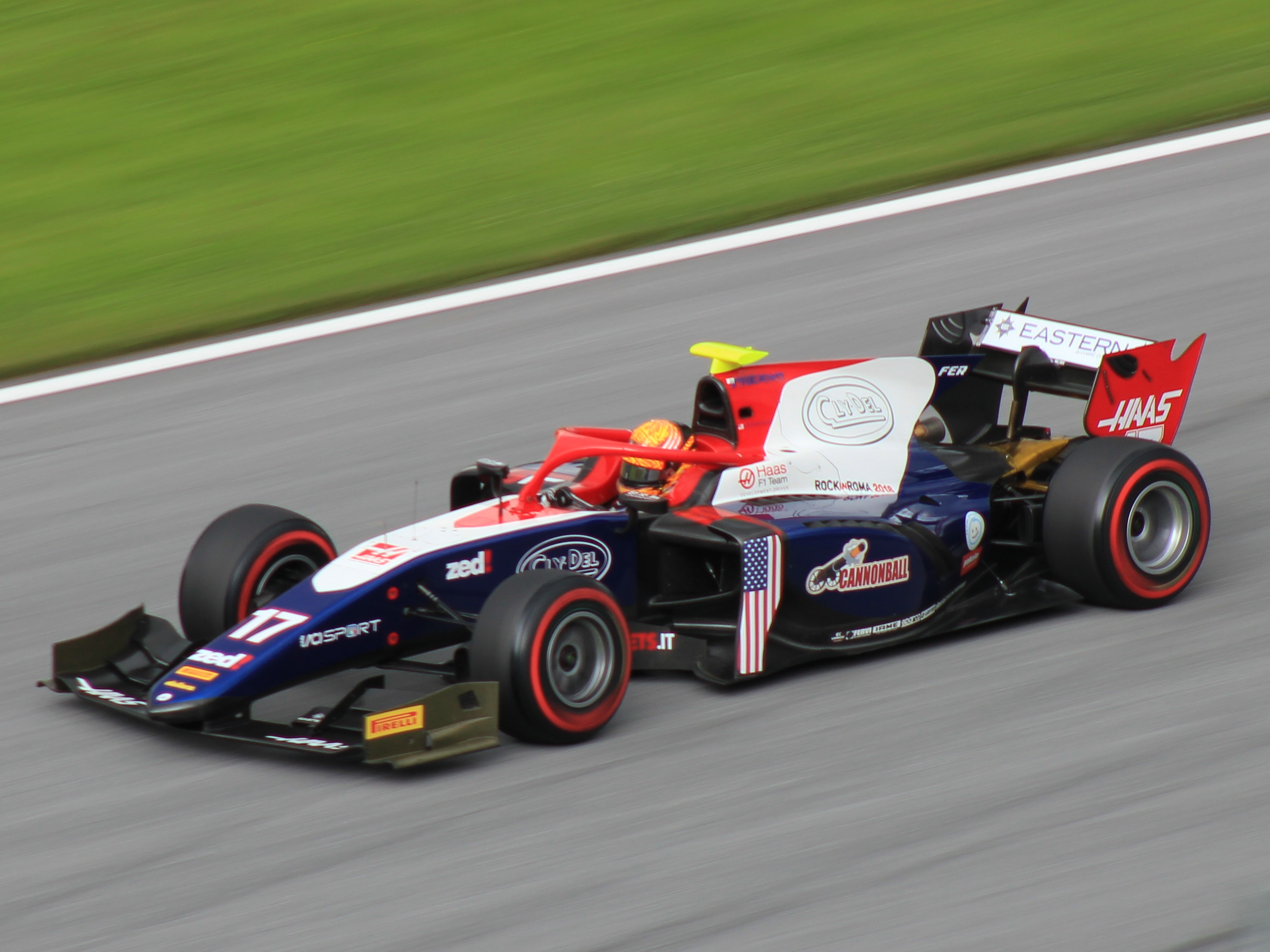
F2 Austria 2018, Santino Ferrucci - Trident Racing

Nel 2017 Ferrucci partecipa agli ultimi 5 appuntamenti della stagione di Formula 2 con il team Trident. Ottiene 2 piazzamenti a punti (due volte nono) e si attesta al 22º posto in classifica generale. Nella stagione 2018 viene confermato dal team per la stagione completa. Dopo aver ottenuto tre piazzamenti a punti nella prima parte della stagione, durante la Sprint Race della gara di Silverstone ottiene molteplici penalità causate da un'accesa battaglia con il compagno di squadra Arjun Maini. Oltre ad accompagnarlo fuori pista durante la gara, Ferrucci sperona Maini nel giro di rientro ai box dopo la gara, e successivamente si rifiuta di presentarsi davanti ai commissari. Questo atteggiamento lo porta ad una squalifica dalla gara stessa e un'esclusione dai due successivi appuntamenti dell'Hungaroring e di Spa-Francorchamps. Inoltre la squadra Trident prende le distanze dal comportamento del pilota statunitense, con messaggi di scuse all'altro pilota Maini. Il 18 luglio 2018, a seguito degli avvenimenti occorsi a Silverstone, la scuderia Trident Racing annuncia il licenziamento del giovane pilota, anche a causa di gravi inadempienze economiche.

### Formula 1

#### Collaudatore Haas (2016-2018)
Il 10 marzo 2016 viene annunciato come collaudatore del team Haas di Formula 1, e partecipa ai test di Silverstone a luglio, soddisfacendo i vertici della scuderia.
Viene confermato come pilota di sviluppo del team anche per la stagione 2017. Prende parte ai test dell'Hungaroring, partecipando ad entrambi i giorni di test e facendo segnare, rispettivamente, il decimo e il dodicesimo tempo.
La collaborazione con la scuderia americana prosegue anche nel 2018.

### IndyCar

#### Dale Coyne Racing (2018-2020)
Il 17 agosto 2018 viene confermata la sua partecipazione agli ultimi due round della serie. Lo statunitense si aggiunge a Sébastien Bourdais e Pietro Fittipaldi nel team Dale Coyne Racing. Ferrucci aveva già partecipato con lo stesso team alla tappa di Detroit in sostituzione di Fittipaldi.
Ferrucci firma con Coyne per correre l'intera stagione 2019 della IndyCar alla guida della N.19 Cly-Del Honda. Nel suo debutto stagionale a St. Petersburg, Ferrucci ha registrato una Top-10, portando la sua auto a casa in 9ª posizione. Al GP di Indianapolis, conquista la sua seconda Top-10 della stagione IndyCar andando in preparazione per il suo primo sforzo nella 500 Miglia di Indianapolis. Si qualifica 23° ma in gara risale fino alla settima posizione diventando il miglior rookie della gara. Il suo migliore risultato è un quarto posto conquistato nella gara in Texas. Finisce la stagione al 13º posto con 351 punti conquistati.
Nel 2020 continua a correre per il team Coyne. Sfiora il podio nella 500 Miglia di Indianapolis arrivando quarto. Nel resto della stagione raggiunge altre quattro volte la top 10, finendo ancora 13º in classifica generale.

#### Rahal Letterman Lanigan Racing (2021-2022)
Inizialmente per la stagione 2021 Ferrucci non trova un sedile nella serie, ma per la 500 Miglia di Indianapolis viene chiamato dal team Rahal Letterman Lanigan Racing. Dopo il buon risultato nella gara partecipa con il team in altre quattro gare della serie. Nel 2022 non trova un sedile a tempo pieno e corre solo tre gare. 

#### A.J. Foyt Enterprises (2023-presente)
Nel 2023 Ferrucci torna in IndyCar a tempo pieno con il team A.J. Foyt Enterprises, dove trova Benjamin Pedersen come compagno di squadra.

## Risultati

### Riassunto della carriera
| Stagione | Campionato            | Team                           | Gare         | Vittorie     | Pole         | Gpv          | Podi         | Punti        | Pos.         |
| -------- | --------------------- | ------------------------------ | ------------ | ------------ | ------------ | ------------ | ------------ | ------------ | ------------ |
| 2012–13  | SBF2000 Winter Series |                                | 10           | 3            | 3            | 4            | 6            | -            | N.A.         |
| 2013     | Formula 2000          |                                | 8            | 0            | 1            | 4            | 0            | 288          | 5º           |
| 2014     | F3 europea            | EuroInternational              | 20           | 0            | 0            | 0            | 0            | 24           | 19º          |
| 2014     | F3 tedesca            | EuroInternational              | 5            | 0            | 0            | 0            | 1            | 33           | 10º          |
| 2014     | F3 britannica         | Fortec Motorsport              | 3            | 2            | 1            | 2            | 3            | -            | N.C.†        |
| 2014     | Gran Premio di Macao  | Fortec Motorsport              | 1            | 0            | 0            | 0            | 0            | N.A.         | 8º           |
| 2015     | F3 europea            | Mücke Motorsport               | 33           | 0            | 0            | 1            | 1            | 91           | 11º          |
| 2015     | Gran Premio di Macao  | Mücke Motorsport               | 1            | 0            | 0            | 0            | 0            | N.A.         | 6º           |
| 2015     | Formula Toyota        | Giles Motorsport               | 16           | 1            | 0            | 2            | 6            | 765          | 3º           |
| 2016     | GP3 Series            | DAMS                           | 18           | 0            | 0            | 0            | 1            | 36           | 12º          |
| 2016     | Formula 1             | Haas F1 Team                   | Collaudatore | Collaudatore | Collaudatore | Collaudatore | Collaudatore | Collaudatore | Collaudatore |
| 2017     | Formula 2             | Trident                        | 10           | 0            | 0            | 0            | 0            | 4            | 22º          |
| 2017     | GP3 Series            | DAMS                           | 6            | 0            | 0            | 0            | 0            | 3            | 18º          |
| 2017     | Formula 1             | Haas F1 Team                   | Collaudatore | Collaudatore | Collaudatore | Collaudatore | Collaudatore | Collaudatore | Collaudatore |
| 2018     | Formula 2             | Trident                        | 14           | 0            | 0            | 0            | 0            | 7            | 19º          |
| 2018     | Formula 1             | Haas F1 Team                   | Collaudatore | Collaudatore | Collaudatore | Collaudatore | Collaudatore | Collaudatore | Collaudatore |
| 2018     | IndyCar Series        | Dale Coyne Racing              | 4            | 0            | 0            | 0            | 0            | 66           | 27°          |
| 2019     | IndyCar Series        | Dale Coyne Racing              | 17           | 0            | 0            | 0            | 0            | 351          | 13°          |
| 2020     | IndyCar Series        | Dale Coyne Racing              | 14           | 0            | 0            | 0            | 0            | 290          | 13°          |
| 2021     | NASCAR Xfinity Series | Sam Hunt Racing                | 6            | 0            | 0            | N/A          | N/A          | 102          | 35°          |
| 2021     | IndyCar Series        | Rahal Letterman Lanigan Racing | 5            | 0            | 0            | 1            | 0            | 146          | 24°          |
| 2022     | IndyCar Series        | Rahal Letterman Lanigan Racing | 1            | 0            | 0            | 0            | 0            | 71           | 28°          |
| 2022     | IndyCar Series        | Dreyer & Reinbold Racing       | 1            | 0            | 0            | 0            | 0            | 71           | 28°          |
| 2022     | IndyCar Series        | Juncos Hollinger Racing        | 1            | 0            | 0            | 0            | 0            | 71           | 28°          |

† Partecipando come pilota ospite, non aveva diritto a segnare punti.

### Risultati in GP3 Series
(legenda) (Le gare in grassetto indicano la pole position) (Le gare in corsivo indicano Gpv)
| Stagione | Team | 1          | 2          | 3           | 4          | 5           | 6         | 7          | 8          | 9         | 10        | 11        | 12        | 13          | 14         | 15          | 16          | 17        | 18         | Pos | Punti |
| -------- | ---- | ---------- | ---------- | ----------- | ---------- | ----------- | --------- | ---------- | ---------- | --------- | --------- | --------- | --------- | ----------- | ---------- | ----------- | ----------- | --------- | ---------- | --- | ----- |
| 2016     | DAMS | CAT FEA 15 | CAT SPR 11 | RBR FEA 15  | RBR SPR 10 | SIL FEA 18  | SIL SPR 4 | HUN FEA 15 | HUN SPR 11 | HOC FEA 9 | HOC SPR 4 | SPA FEA 7 | SPA SPR 3 | MNZ FEA 19† | MNZ SPR 11 | SEP FEA Rit | SEP SPR Rit | YMC FEA 9 | YMC SPR 15 | 12º | 36    |
| 2017     | DAMS | CAT FEA 9  | CAT SPR 8  | RBR FEA Rit | RBR SPR 13 | SIL FEA Rit | SIL SPR 9 | HUN FEA    | HUN SPR    | SPA FEA   | SPA SPR   | MNZ FEA   | MNZ SPR   | JER FEA     | JER SPR    | YMC FEA     | YMC SPR     |           |            | 18º | 3     |

† Non ha concluso la gara, ma è stato ugualmente classificato avendo completato almeno il 90% della distanza di gara.

### Risultati in Formula 2
(legenda) (Le gare in grassetto indicano la pole position) (Le gare in corsivo indicano Gpv)
| Stagione | Team    | 1          | 2          | 3          | 4         | 5           | 6          | 7          | 8          | 9          | 10        | 11         | 12        | 13         | 14         | 15        | 16         | 17          | 18         | 19          | 20         | 21         | 22         | 23      | 24      | Pos | Punti |
| -------- | ------- | ---------- | ---------- | ---------- | --------- | ----------- | ---------- | ---------- | ---------- | ---------- | --------- | ---------- | --------- | ---------- | ---------- | --------- | ---------- | ----------- | ---------- | ----------- | ---------- | ---------- | ---------- | ------- | ------- | --- | ----- |
| 2017     | Trident | BHR FEA    | BHR SPR    | CAT FEA    | CAT SPR   | MON FEA     | MON SPR    | BAK FEA    | BAK SPR    | RBR FEA    | RBR SPR   | SIL FEA    | SIL SPR   | HUN FEA 9  | HUN SPR 14 | SPA FEA 9 | SPA SPR 10 | MNZ FEA Rit | MNZ SPR 14 | JER FEA Rit | JER SPR 13 | YMC FEA 14 | YMC SPR 15 |         |         | 22º | 4     |
| 2018     | Trident | BHR FEA 14 | BHR SPR 20 | BAK FEA 11 | BAK SPR 6 | CAT FEA Rit | CAT SPR 11 | MON FEA 13 | MON SPR 12 | LEC FEA 13 | LEC SPR 9 | RBR FEA 10 | RBR SPR 7 | SIL FEA 16 | SIL SPR SQ | HUN FEA   | HUN SPR    | SPA FEA     | SPA SPR    | MNZ FEA     | MNZ SPR    | SOC FEA    | SOC SPR    | YMC FEA | YMC SPR | 19º | 7     |

### IndyCar Series
| Anno | Squadra                        | Telaio       | Motore    | 1      | 2      | 3      | 4      | 5      | 6       | 7      | 8      | 9      | 10     | 11     | 12     | 13     | 14     | 15     | 16     | 17     | Punti | Pos. |
| ---- | ------------------------------ | ------------ | --------- | ------ | ------ | ------ | ------ | ------ | ------- | ------ | ------ | ------ | ------ | ------ | ------ | ------ | ------ | ------ | ------ | ------ | ----- | ---- |
| 2018 | Dale Coyne Racing              | Dallara DW12 | Honda     | STP    | PHX    | LBH    | ALA    | IMS    | INDY    | DET 22 | DET 20 | TXS    | ROA    | IOW    | TOR    | MDO    | POC    | GTW    | POR 20 | SNM 11 | 66    | 27°  |
| 2019 | Dale Coyne Racing              | Dallara DW12 | Honda     | STP 9  | COA 20 | ALA 15 | LBH 21 | IMS 10 | INDY 7  | DET 19 | DET 10 | TXS 4  | RDA 19 | TOR 11 | IOW 12 | MDO 12 | POC 4  | GTW 4  | POR 17 | LAG 24 | 351   | 13°  |
| 2020 | Dale Coyne Racing              | Dallara DW12 | Honda     | TXS 21 | IMS 9  | ROA 6  | ROA 6  | IOW 13 | IOW 18  | INDY 4 | GTW 16 | GTW 10 | MDO 14 | MDO 14 | IMS 15 | IMS 12 | STP 23 |        |        |        | 290   | 13°  |
| 2021 | Rahal Letterman Lanigan Racing | Dallara DW12 | Honda     | ALA    | STP    | TXS    | TXS    | IMS    | INDY 6  | DET 6  | DET 10 | ROA    | MDO 9  | NSH 11 | IMS    | GTW    | POR    | LAG    | LBH    |        | 146   | 24°  |
| 2022 | Rahal Letterman Lanigan Racing | Dallara DW12 | Honda     | STP    | TXS 9  | LBH    | ALA    | IMS    |         |        |        |        |        |        |        |        |        |        |        |        | 71    | 28º  |
| 2022 | Dreyer & Reinbold Racing       | Dallara DW12 | Chevrolet |        |        |        |        |        | INDY 10 |        |        |        |        |        |        |        |        |        |        |        | 71    | 28º  |
| 2022 | Juncos Hollinger Racing        | Dallara DW12 | Chevrolet |        |        |        |        |        |         | DET 21 | ROA    | MDO    | TOR    | IOW    | IOW    | IMS    | NSH    | GTW    | POR    | LAG    | 71    | 28º  |
| 2023 | A.J. Foyt Enterprises          | Dallara DW12 | Chevrolet | STP 24 | TXS 21 | LBH 11 | ALA 20 | IMS 21 | INDY 3  | DET 21 | ROA 16 | MDO 24 | TOR 17 | IOW 26 | IOW 22 | NSH 18 | IMS 23 | GTW 13 | POR 16 | LAG 17 | 214   | 19º  |
| 2024 | A.J. Foyt Enterprises          | Dallara DW12 | Chevrolet | STP 9  | LBH 21 | ALA 7  | IMS 27 | INDY 8 | DET 9   | ROA 15 | LAG 9  | MDO 10 | IOW 6  | IOW 11 | TOR 20 | GAT 12 | POR 8  | MIL 4  | MIL 4  | NSH 6  | 367   | 9º   |
| 2025 | A.J. Foyt Enterprises          | Dallara DW12 | Chevrolet | STP 14 | THE 14 | LBH 11 | ALA 18 | IMS 20 | INDY 7  | DET    | GAT    | ROA    | MDO    | IOW    | IOW    | TOR    | LAG    | POR    | MIL    | NSH    | 99*   |      |

* Stagione in corso.